# Art provençal

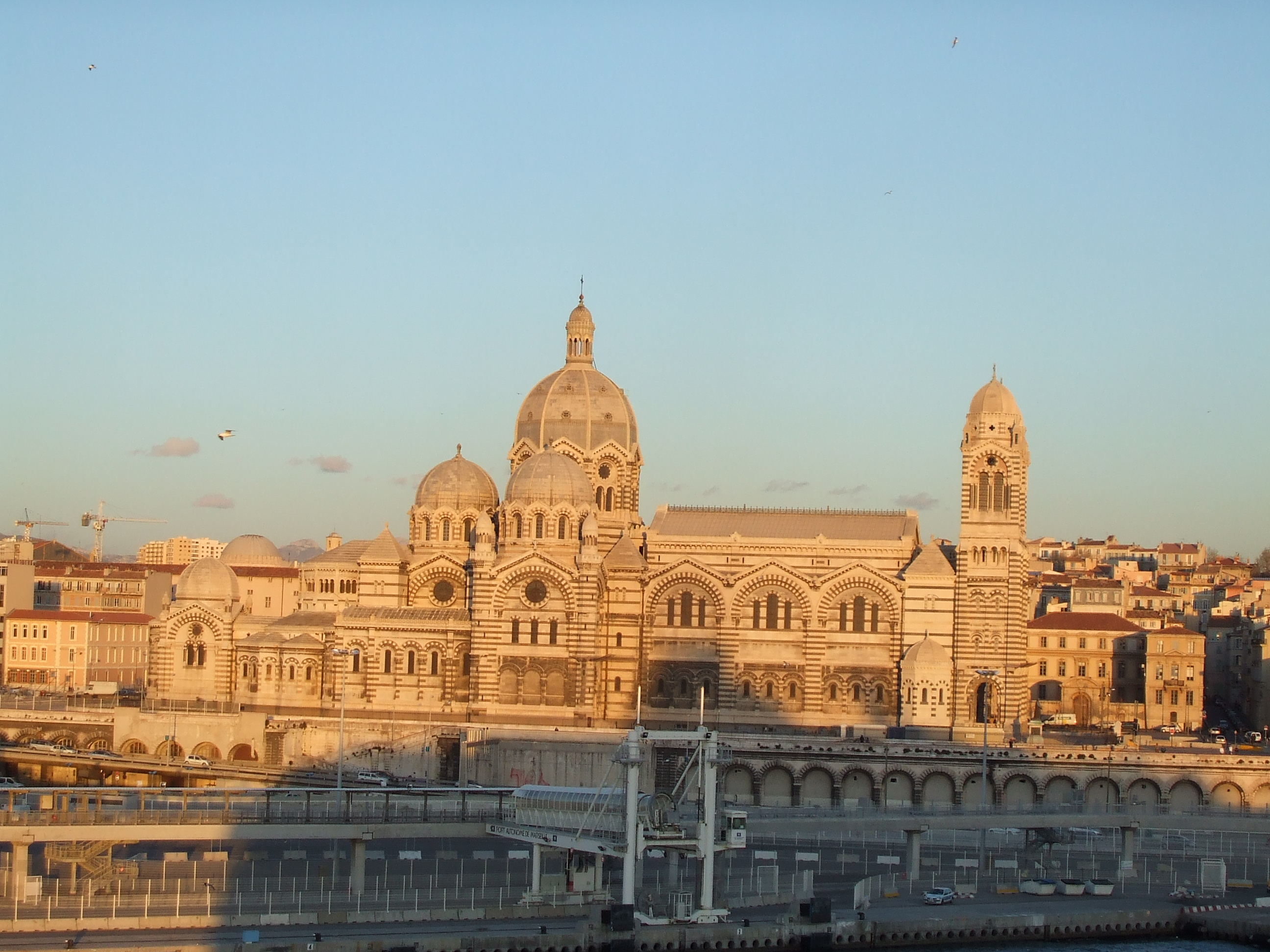
Catedral de Marsella

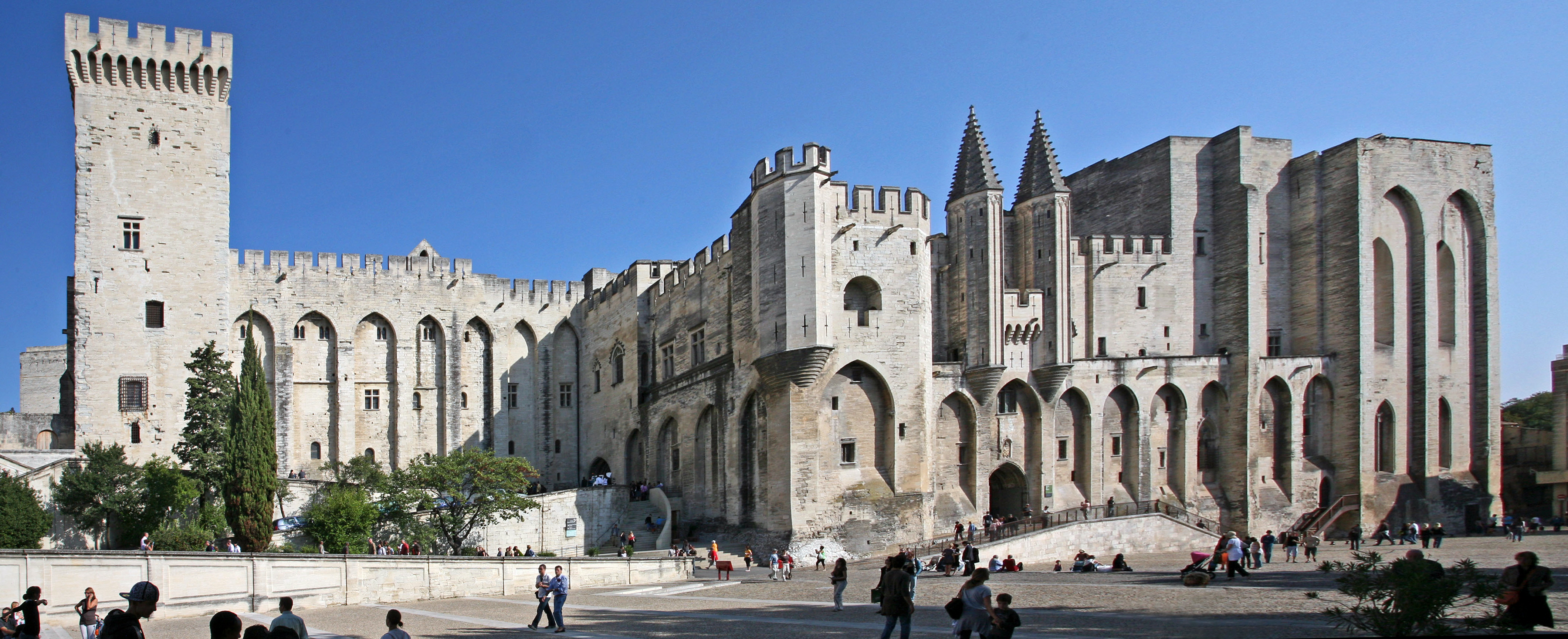
Palau dels Papes a Avinyó

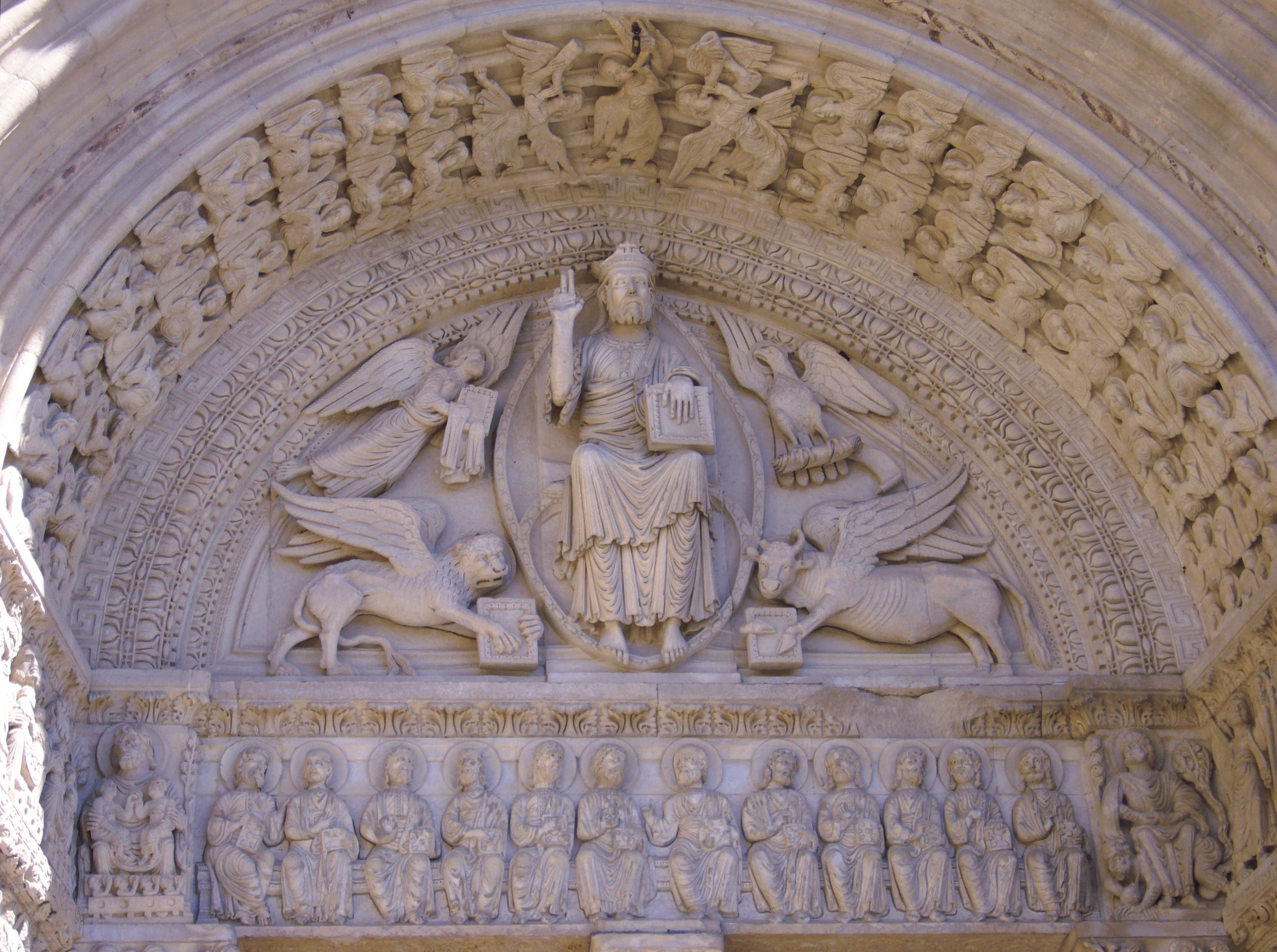
Portal de Sant Tròfim a Arle

L'art provençal és l'art desenvolupat a Provença (Occitània) i presenta certes característiques de l'antiguitat romana. Es va desenvolupar entre els segles XII i xvii. Forma part de l'art occità. La major diferència entre l'art de la Provença i el de Llenguadoc és que a l'arquitectura romànica d'aquest segon hi ha major infuència lombarda.
L'arquitectura provençal romànica està fortament inspirada de l'època grecoromana i es manifesta sobretot en edificis religiosos: capelles, esglésies, abadies, catedrals, etc. Sembla que algunes esglésies situades al camí de Sant Jaume tenen, com altres d'occitanes que també s'hi troben, algunes influències de l'arquitectura religiosa romànica de Catalunya i la península Ibèrica, pel que fa a detalls morescs als arcs de volta, concretament es troben arcs de volta poliglobats (amb uns quants arcs de mig punt en relleu com a decoració, envoltant l'arc de mig punt principal), com per exemple a la capella de Saint-Marcellin de Boulbon, o fins i tot a l'església de Nostra senyora de la Pietat de Saignon hom pot veure veritables arcs amb tres lòbuls de mig punt.
A Provença hi ha tres abadies d'estil cistercenc, la transició entre el romànic i el gòtic: l'abadia de Senhanca, la de Silvacana i la de Tourounet. Tenen façada i claustre purament romànics i l'estil cistercenc es manifesta als arcs.